# Sujmenkuł Czokmorow
Sujmenkuł Czokmorow (kirg. Сүймөнкул Чокморов, ur. 9 listopada 1939, zm. 26 września 1992) – radziecki i kirgiski aktor filmowy.

## Wybrana filmografia
- 1968: Dżamila
- 1975: Dersu Uzała
- 1979: Żurawie przyleciały wcześnie jako Bejkbaj, jego ojciec

## Nagrody i Odznaczenia
- Zasłużony Artysta Kirgiskiej SRR (1975)
- Nagroda Leninowskiego Komsomołu (1972)